# Sex story
Sex story (ang. No Strings Attached) – amerykańska komedia romantyczna w reżyserii Ivana Reitmana z 2011 roku. W rolach głównych wystąpili Natalie Portman i Ashton Kutcher.
Zdjęcia do filmu kręcone były w Beverly Hills, Los Angeles i Santa Barbara, w stanie Kalifornia.

## Fabuła
Długoletni przyjaciele; Emma (Natalie Portman) i Adam (Ashton Kutcher) spotykając się po latach zawierają związek, ale tylko fizyczny. Obydwoje po nieudanych związkach nie chcą się już angażować w nowe, chcą uniknąć kłamstw czy rozczarowania. Z czasem stają się sobie coraz bliżsi.

## Obsada
- Natalie Portman jako dr Emma K. Kurtzman
- Ashton Kutcher jako Adam Franklin
- Greta Gerwig jako Patrice
- Jake Johnson jako Eli
- Cary Elwes jako dr Metzner
- Mindy Kaling jako Shira
- Kevin Kline jako Alvin Franklin
- Ludacris jako Wallace
- Olivia Thirlby jako Katie Kurtzman
- Lake Bell jako Lucy
- Ophelia Lovibond jako Vanessa
- Talia Balsam jako Sandra Kurtzman
- Guy Branum jako Guy
- Phil LaMarr jako oficer policji
- Adhir Kalyan jako Kevin
- Ben Lawson jako Sam
- Matthew Moy jako Chuck
- Jennifer Irwin jako Megan
- Abby Elliot jako Joy

## Nagrody i nominacje
MTV 2011
- nominacja: najlepsza rola komediowa − Ashton Kutcher